# Torrent de Pareis
Torrent de Pareis är ett periodiskt vattendrag i Spanien.   Det ligger i regionen Balearerna, i den östra delen av landet, 600 km öster om huvudstaden Madrid. Torrent de Pareis ligger på ön Mallorca.